# 1900 en littérature
| Années de la littérature : 1897 - 1898 - 1899 - 1900 - 1901 - 1902 - 1903    |
| Décennies de la littérature : 1870 - 1880 - 1890 - 1900 - 1910 - 1920 - 1930 |

Cet article présente les faits marquants de l'année 1900 en littérature.

## Événements
- 5 janvier : Les Cahiers de la Quinzaine sont fondés par Charles Péguy.
- 15 janvier-1er juin : le Journal d'une femme de chambre d'Octave Mirbeau parait en dix « Nouveaux fragments » dans la Revue blanche[1].
- 27 janvier : grand admirateur de John Ruskin, Marcel Proust signe dans La chronique des arts et de la curiosité un article nécrologique en hommage à l'écrivain et critique d'art, décédé le 20 janvier[2].

- 1er février : André Gide succède à Léon Blum dans la Revue blanche où il tient la chronique des livres jusqu'au mois de mai[3].
- 13 février : Marcel Proust signe, dans Le Figaro, un article sur les Pèlerinages ruskiniens en France[2].

- 1er mars : la cour d'appel de Paris confirme la validité du testament d'Edmond de Goncourt qui charge ses deux légataires universels, Alphonse Daudet et Léon Hennique, de constituer une académie, fondée à perpétuité avec les ressources de la succession. Les héritiers familiaux, qui ont intenté un procès, ont été déboutés en août 1897[4].

- 7 avril : première séance de l'Académie Goncourt sous la présidence Joris-Karl Huysmans ; elle réunit Léon Hennique, Octave Mirbeau, Rosny aîné et Rosny jeune, Paul Margueritte et Gustave Geffroy. Ils décident de coopter également Élémir Bourges, Léon Daudet et Lucien Descaves[5].
- 15 avril : parution, dans la Revue de Paris, d'un poème d'Anna de Noailles, Bittô[6].
- 30 avril :
  - en présence de Marcel Schwob, l'écrivain et diplomate Paul Claudel rencontre pour la première fois à Paris, l'écrivain André Gide et le poète Francis Jammes avec lesquels il a déjà correspondu[7].
  - Marcel Proust, qui travaille depuis 1899 sur la traduction et le commentaire de la Bible d'Amiens de Ruskin, publie dans le Mercure de France un article sur Ruskin à Notre-Dame d'Amiens.
- 14 mai-15 novembre : publication dans la Dépêche de Lorient des vingt-quatre chroniques d'Alain[8].

## Essais
- 18 février : Esthétique comme science de l’expression du philosophe italien Benedetto Croce.
- Juin : Le Rire, du philosophe Henri Bergson.
- Georges Bertrin, La sincérité religieuse de Chateaubriand, Paris, libr. Victor Lecoffre
- René Jacquet, Notre maître Maurice Barrès, Paris, libr. Nilsson
- J. Colin, L'éducation militaire de Napoléon, Libr. mil. R. Chapelot (réimpr. 2001, Libr. hist. Teissèdre)
- Victor Bérard, L’Angleterre et l'Impérialisme, Paris, Armand Colin (lire en ligne)
- Pierre de Ségur, La Jeunesse du maréchal de Luxembourg, 1628-1668, éd. Calmann-Lévy

## Romans
- Le Journal d'une femme de chambre, roman d'Octave Mirbeau.
- Claudine à l'école, roman de Colette.
- Les Premiers Hommes dans la Lune. de l'écrivain britannique H. G. Wells.
- Le Magicien d'Oz (The Wonderful Wizard of Oz) de Lyman Frank Baum.
- Sister Carie, roman de Theodore Dreiser, qui fait scandale aux États-Unis.
- Dom Casmurro, roman de Machado de Assis (Brésil).
- Les Buddenbrook, roman de Thomas Mann.
- Drôle de mariage, roman de Kálmán Mikszáth.
- Les Chevaliers teutoniques, roman historique de Henryk Sienkiewicz.
- Le Fils du loup, roman de Jack London.
- Seconde patrie, roman de Jules Verne.
- Le Testament d'un excentrique, roman de Jules Verne.
- La Mort de Corinthe, André Lichtenberger
- Jacquou le Croquant, d'Eugène Le Roy, publié l'année précédente sous forme de feuilleton dans la Revue de Paris, édité par Calmann-Lévy.

- Parution à Paris de la traduction en français par Teodor de Wyzewa du roman Résurrection de Léon Tolstoï.

## Nouvelles
- Dans la combe, récit de l'écrivain russe Anton Tchekhov.

## Théâtre
- 15 mars : Poil de carotte, pièce de Jules Renard.
- 12 décembre : L'Article 330, pièce de Courteline.
- Alfred Jarry, Ubu enchaîné
- Edmond Rostand, L'Aiglon, avec Sarah Bernhardt, mise en scène par Lucien Guitry.

## Principales naissances
- 4 février : Jacques Prévert, poète et scénariste français († 11 avril 1977).
- 26 février : Elisa Hall de Asturias, écrivaine guatémaltèque († 20 mai 1982).
- 29 juin : Antoine de Saint-Exupéry, écrivain français († 31 juillet 1944).
- 4 juillet : Robert Desnos, poète français († 8 juin 1945).
- 18 juillet : Nathalie Sarraute, écrivain français († 19 octobre 1999).
- 9 août : Hyun Jin-geon, écrivain coréen († 25 avril 1943).
- 25 août : Vladimir Stavski, écrivain soviétique († 14 novembre 1943).

## Principaux décès
- 2 janvier : Juliette de Robersart, femme de lettres belge (° 1824).
- 20 janvier : John Ruskin, critique d’art et sociologue (° 1819).
- 16 août : Eça de Queirós, écrivain portugais (° 1845).
- 25 août : Friedrich Nietzsche, philologue, philosophe et poète allemand (° 1844).
- 30 novembre : Oscar Wilde, écrivain irlandais (° 1854).